# Goniąc za cieniem
„Goniąc za cieniem” − drugi singel z debiutanckiego albumu Eweliny Flinty zatytułowanego Przeznaczenie. Piosenka została napisana przez A. Todda i T. Laurera, a polskie słowa są autorstwa Ewy Warszawskiej.
Utwór "Goniąc za cieniem" znalazł się na wielu składankach:
- PL 2003 vol. 2, składanka wydana przez Universal Music Polska
- POPLISTA 3, składanka Radia RMF FM
- Polskie Przeboje Jedynki vol. 5[1]
- Tylko Wielkie Przeboje, składanka radia Zet[2]

## Teledysk
Reżyserem teledysku do singla "Goniąc za cieniem" jest Artur Brzeziński. Teledysk realizowany był w Kazimierzu Dolnym.

## Pozycje na listach
| Notowanie (2003)        | Najwyższa pozycja |
| ----------------------- | ----------------- |
| Radio Szczecin (SLiP)   | 15                |
| RMF FM (POPlista)       | 4                 |
| Wietrzne Radio (Top 15) | 9                 |